# Veli-Matti Ahonen
Veli-Matti Ahonen är en finländsk tidigare backhoppare.

## Karriär
Veli-Matti Ahonen debuterade internationellt i Schattenbergschanze i Oberstdorf i Västtyskland 30 december 1983 i öppningstävlingen i tysk-österrikiska backhopparveckan (som ingår i världscupen). Han kom på 78:e plats i tävlingen som vanns dubbelt av östtyskarna Klaus Ostwald och Jens Weissflog. I avslutningstävlingen i backhopparveckan, i Paul-Ausserleitner-Schanze i österrikiska Bischofshofen 6 januari 1984, kom Ahonen på 13:e plats och vann sina första världscupspoäng. Senare under världscupsäsongen 1983/1984 blev Ahonen tvåa i deltävlingarna i Sapporo i Japan, både i normalbacken 21 januari 1984 där han var 5,1 poäng efter hemmafavoriten Masahiro Akimoto och i stora backen dagen efter då Manfred Steiner från Österrike vann tävlingen 3,3 poäng före Ahonen. Sammanlagt i världscupen säsongen 1983/1984 kom Veli-Matti Ahonen på tjugonde plats. Världscupen sammanlagt vanns av Jens Weissflog före Ahonens landsman Matti Nykänen och Pavel Ploc från dåvarande Tjeckoslovakien.